# اختطاف الرحلة 601 (مسلسل)
اختطاف الرحلة 601 (بالإسبانية: Secuestro del vuelo 601)‏ هو مسلسل قصير كولومبي من إنتاج بابلو غونزاليز وك. س. برينس. عُرض لأول مرة في 10 أبريل 2024 على منصة نتفليكس، وهو مستوحى من الأحداث الحقيقية لرحلة سام كولومبيا 601، التي وقعت في 30 مايو 1973، ومستند أيضًا إلى كتاب "المدانون في الهواء" للصحفي الإيطالي ماسيمو دي ريكو.

## قصة المسلسل
قام مجرمان مسلحان من الباراغواي باختطاف طائرة تجارية تابعة لشركة الطيران أيروبوليفار، وهددا بقتل الرهائن واحدًا تلو الآخر إذا لم تدفع الحكومة الكولومبية مبلغًا كبيرًا من المال. إديلما بيريز، مضيفة طيران تعاني من مشاكل عائلية، تجد نفسها مضطرة لتولي زمام الأمور بمساعدة زميلتها باربرا.
مع تصاعد التوتر داخل الطائرة، تجد إديلما نفسها في مواجهة مباشرة مع المجرمين، حيث يتعين عليها استخدام ذكائها وهدوئها للتفاوض والحفاظ على سلامة الركاب. في الوقت نفسه، تلعب باربرا دوراً مهماً في تهدئة الركاب ومحاولة إيجاد وسيلة للتواصل مع السلطات الخارجية دون إثارة الشكوك. تتصاعد الأحداث مع مرور الوقت، حيث تزداد الضغوط على الحكومة الكولومبية لاتخاذ قرار بشأن دفع الفدية أو تنفيذ عملية إنقاذ محفوفة بالمخاطر.
وفي خضم هذه الفوضى، تتكشف جوانب شخصية جديدة لكل من إديلما وباربرا، حيث تكافحان مع مخاوفهما الشخصية وتجارب الماضي، مما يزيد من تعقيد الموقف داخل الطائرة.

## بطولة
- مونيكا لوبيرا في دور إديلما "إدي" بيريز
- آنخيلا كانو في دور ماريا إيغينيا "باربرا" غايو
- كريستيان تابان في دور القبطان ريتشارد ويلتشيس
- فالنتين فيافانيي في دور أوزيبيو "أوليسيس" بورخا
- أليان ديفيتاك في دور فرانسيسكو "تورو" سولانو
- فالنتين فيافانيي في دور أوزيبيو "أوليسيس" بورخا

## الحلقات
| الحلقة | عنوان الحلقة                 | العنوان بالعربية             | الكاتب                               | تاريخ الإصدار |
| ------ | ---------------------------- | ---------------------------- | ------------------------------------ | ------------- |
| 1      | Que el cielo te juzgue       | فلتحكم عليك السماء           | بابلو غونزاليز وكاميلو سالازار برينس | 10 أبريل 2024 |
| 2      | Con la muerte en los tacones | الموت بالكعب العالي          | بابلو غونزاليز وكاميلو سالازار برينس | 10 أبريل 2024 |
| 3      | Noche de perros              | ليلة شديدة الحرارة           | بابلو غونزاليز وكاميلو سالازار برينس | 10 أبريل 2024 |
| 4      | Los condenados de la tierra  | المعذَّبون في الأرض            | بابلو غونزاليز وكاميلو سالازار برينس | 10 أبريل 2024 |
| 5      | 601: Odisea aeroespacial     | الرحلة 601: ملحمة جوية       | بابلو غونزاليز وكاميلو سالازار برينس | 10 أبريل 2024 |
| 6      | La mujer que sabía demasiado | المرأة التي كانت تعرف الكثير | بابلو غونزاليز وكاميلو سالازار برينس | 10 أبريل 2024 |

## روابط خارجية
- اختطاف الرحلة 601 على موقع IMDb (الإنجليزية)
- اختطاف الرحلة 601 على موقع نتفليكس (الإنجليزية)
- اختطاف الرحلة 601 على موقع فيلمافينيتي (الإسبانية)
- اختطاف الرحلة 601 على موقع قاعدة بيانات الفيلم (الإنجليزية)